# Molibdato de lítio
Molibdato de lítio (Li2MoO4) é um composto químico.

## Usos
Molibdato de lítio é normalmente usado como um inibidor em alguns tipos de ar condicionado industriais. É usado como um inibidor de corrosão em absorvedores de LiBr (brometo de lítio) em resfriadores para centrais de ar condicionado industrial. É fabricado e embalado normalmente como um pó cristalino ou fluido (solução), incolor e transparente. Normalmente não é classificado como uma substãncia perigosa.

## Cuidados
Condições a evitar: calor e chamas.
Substâncias a evitar: ácidos fortes e bases fortes.